# HMS Royal Oak (08)
La HMS Royal Oak (Pennant number 08), ottava nave da guerra britannica ad aver portato questo nome, è stata una nave da guerra classe Revenge della Royal Navy. Varata nel 1914, entrò in servizio nella primavera del 1916, in tempo per partecipare alla battaglia dello Jutland contro la marina tedesca. Dopo la fine della prima guerra mondiale, la nave servì nell'oceano Atlantico, nella Home Fleet e nella Mediterranean Fleet. Nel 1928 si ritrovò al centro dell'attenzione della stampa per un processo controverso a cui furono sottoposti due suoi ufficiali. Nella sua carriera, durata quasi 25 anni, i vari lavori di modernizzazione non riuscirono a risolvere il problema della sua scarsa velocità e allo scoppio della seconda guerra mondiale, la nave non era più adeguata a compiti di prima linea. 
Venne affondata il 14 ottobre 1939 da due salve di siluri lanciate dal tedesco U-Boot U-47  mentre era ancorata a Scapa Flow, nelle isole Orcadi, risultando la prima nave da battaglia britannica ad essere affondata durante la seconda guerra mondiale. Le perdite furono ingenti: dell'equipaggio di 1.234 uomini, 833 morirono nell'affondamento o per le ferite riportate. Strategicamente la perdita di una nave da battaglia risalente alla grande guerra influì poco sugli equilibri militari (anche se nel Mediterraneo unità simili svolsero un compito importante), ma moralmente l'effetto fu importante. L'autore dell'affondamento, il Kapitänleutnant Günther Prien, divenne rapidamente una celebrità e al suo ritorno in Germania divenne il primo ufficiale sommergibilista a essere decorato con la Croce di Cavaliere della Croce di Ferro. Per i britannici questo attacco fu anche la dimostrazione dell'inadeguatezza delle difese portuali, che vennero quindi rapidamente riorganizzate e potenziate.
Ancora oggi la Royal Oak giace capovolta nello stesso luogo dove è affondata; in quel punto l'acqua è profonda circa trenta metri, e la chiglia della nave si trova solo 5 metri sotto la superficie. Il relitto è ufficialmente una tomba di guerra. Ogni anno, nell'anniversario dell'affondamento, i sub della Royal Navy spiegano una bandiera sulla poppa della nave. Essendo considerata tomba di guerra è vietato l'avvicinamento e l'esplorazione da parte dei subacquei.

## Costruzione
Le navi della classe Revenge, a cui apparteneva la Royal Oak, vennero ordinate tra il 1913 ed il 1914 prevedendo che fossero leggermente più piccole - ma anche più economiche - della precedente classe Queen Elizabeth. Progettate per essere alimentate a carbone, rispetto alla precedenza classe raggiungevano una velocità di punta inferiore. L'adozione di un'alimentazione alternativa, sebbene a prima vista possa essere vista come un passo indietro, rappresentò una possibile soluzione alla dipendenza della flotta nei confronti dell'importazione di olio combustibile dall'estero. Nel caso di un blocco navale, le navi avrebbero rischiato infatti di essere immobilizzate nei porti. Al contrario, il carbone era disponibile in grandi quantità e di buona qualità in Gran Bretagna.
Inoltre, contrariamente alla "squadra veloce" delle Queen Elizabeth, le navi classe Revenge erano pensate per disporre di una maggiore potenza di fuoco. La Royal Oak e le sue sorelle furono le prime navi di grossa taglia la cui costruzione venne supervisionata dal nuovo Direttore delle costruzioni navali inglesi, Sir Eustace Tennyson-d'Eyncourt.
La costruzione della Royal Oak iniziò nei cantieri di Devonport il 15 gennaio 1914, quarta della sua classe. Preoccupato per le prestazioni carenti assicurate dall'alimentazione a carbone e rassicurato circa l'approvvigionamento e le scorte di olio combustibile in seguito ad un nuovo contratto stretto con la Anglo-Persian Oil Company, il Primo Lord del Mare Jackie Fisher abbandonò la scelta del carbone per passare ad un'alimentazione ad olio combustibile nell'ottobre 1914. Il progetto venne quindi modificato in corso d'opera e vennero installate 18 caldaie Yarrow a olio combustibile, che azionavano quattro turbine Parsons ognuna collegata direttamente ad un'elica del diametro di 2,9 metri. La nave da battaglia venne varata il 17 novembre 1914 ed entrò in servizio il 1º maggio 1916. Il costo totale della costruzione fu di 2.468.269 di sterline. Il nome della nave deriva dall'albero di quercia sul quale si nascose l'allora re di Scozia Carlo II in seguito alla sua disfatta nella battaglia di Worcester del 1651, dopo la quale il Re fu costretto a fuggire in esilio per quasi 10 anni. Fu l'ottava nave da guerra della Royal Navy a portare questo nome, rimpiazzando una nave pre-dreadnought venduta nel 1914. Mentre era ancora in costruzione le venne assegnato provvisoriamente il pennant number 67.

Uno schema della controcarena anti-siluro installata anche sulla Royal Oak

La Royal Oak subì importanti lavori di ammodernamento tra il 1922 ed il 1924, durante i quali l'armamento antiaereo venne potenziato rimpiazzando gli originari cannoni da 76 mm. con nuovi cannoni da 100 mm. I sistemi di controllo di fuoco vennero modernizzati, insieme ai telemetri sia per l'armamento principale che per quello secondario. Inoltre venne rinforzata la protezione subacquea, aumentando la corazzatura per ridurre gli effetti di possibili siluri e migliorando la stabilità della nave. Ultima della classe a ricevere queste modifiche, la Royal Oak ebbe la controcarena anti-siluro leggermente diversa e costruita secondo un progetto più moderno rispetto alle altre unità. Questi lavori portarono anche ad un aumento della larghezza della nave di circa 4 metri.
Nel giugno 1924 la Royal Oak, insieme alla Resolution, partecipò ad una esercitazione di aerosiluranti, dalla quale risultò che la maggior parte degli attacchi lanciati si era conclusa con esito positivo.
I brevi lavori effettuati nella primavera del 1927 portarono all'installazione di due nuovi pezzi antiaerei da 100 mm. e alla rimozione di due pezzi da 150 mm dal ponte superiore.
La nave fu sottoposta infine alle ultime modifiche tra il 1934 ed il 1936, durante le quali la corazzatura del ponte fu portata a 12,7 cm sopra i magazzini e a 8,9 cm sopra la sala macchine. Venne anche installata una catapulta per un aereo da ricognizione sopra la torretta X e vennero rafforzate anche le difese antiaeree sostituendo i pezzi da 100 mm. singoli con affusti binati Mark XIX dello stesso calibro e aggiungendo due cannoni antiaerei da 2 libbre (40 mm.) "Pom Pom" ottupli su estensioni all'altezza del fumaiolo. La parte superiore della torre di comando venne ricostruita con una struttura a tripode per sopportare il peso di un radiogoniometro e di una seconda stazione di controllo del fuoco antiaereo (HACS). Infine i tubi lanciasiluri sommersi vennero sostituiti da due installazioni binate sul ponte superiore. La corazzatura e gli equipaggiamenti aggiuntivi resero la Royal Oak una delle navi meglio armate della sua classe, ma il peso aggiunto la rese più bassa sull'acqua e ridusse allo stesso tempo la velocità di punta di alcuni nodi.

## Servizio

### Prima guerra mondiale

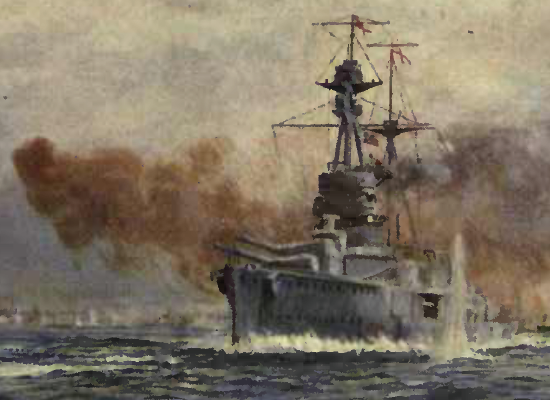
La Royal Oak nella battaglia dello Jutland

Al momento dell'entrata in servizio della Royal Oak la prima guerra mondiale era in corso da circa due anni. Venne assegnata alla 3ª divisione della 4ª squadra da battaglia della Grand Fleet ed esattamente un mese dopo la sua entrata in servizio partecipò alla battaglia dello Jutland contro la Hochseeflotte (flotta d'alto mare) tedesca. Al comando del capitano Crawford Maclachlan, la nave, inquadrata nella 3ª divisione della 4ª squadra da battaglia che comprendeva anche la Superb, la Canada e l'ammiraglia Iron Duke, dove si trovava l'ammiraglio John Jellicoe, comandante in capo della flotta, lasciò Scapa Flow nel pomeriggio del 30 maggio 1916. Nella battaglia del giorno successivo la Royal Oak, il cui equipaggio non era ancora completamente addestrato, sparò un totale di 38 colpi con i cannoni da 381 mm. e 84 con quelli da 150 mm., mettendo a segno tre colpi sull'incrociatore da battaglia tedesco Derfflinger mettendone fuori uso una torretta, ed un colpo sull'incrociatore Wiesbaden. Durante la battaglia non subì nessun danno, nonostante fosse oggetto del fuoco nemico in almeno una occasione.
In seguito alla battaglia, la Royal Oak venne assegnata alla 1ª squadra da battaglia. Sulla nave vennero effettuati nel 1917 degli esperimenti di decollo ed appontaggio di velivoli; per l'occasione vennero sistemate delle piattaforme di legno sulle torri B ed X. Il 5 novembre 1918, nell'ultima settimana di guerra, si trovava ancorata al largo di Burntisland, nel Firth of Forth insieme alla portaerei Campania (precedentemente un transatlantico vincitore del Nastro Azzurro per la Cunard Line negli anni 1893 e 1894 poi convertito all'uso bellico) e all'incrociatore da battaglia Glorious. Un improvviso groppo forza 10 fece slittare l'ancora della Campania che si scontrò prima con la Royal Oak e subito dopo con la Glorious, che stazzava 22.000 tonnellate. Le due navi subirono solo danni leggeri, mentre nello scafo della portaerei si era aperta una falla già dopo il primo impatto. La sala macchine venne inondata e la nave si inclinò a poppa, affondando dopo cinque ore, senza perdita di vite umane.
Alla fine della prima guerra mondiale la Royal Oak scortò, in seguito alla resa, varie navi da guerra della Hochseeflotte dal Firth of Forth a Scapa Flow, e fu presente alla cerimonia al Pentland Firth per salutare le altre navi in arrivo.

### Tra le due guerre

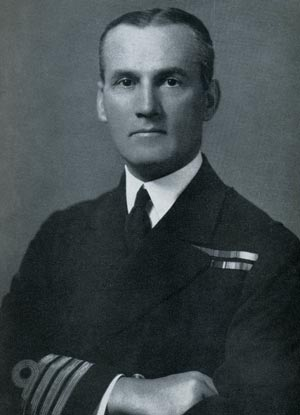
Il capitano Kennet Dewar

Dopo la riorganizzazione della Royal Navy seguita alla fine del primo conflitto mondiale la Royal Oak venne assegnata alla 2ª squadra di navi da battaglia della Atlantic Fleet. Tra il settembre 1922 e il giugno 1924 subì vari lavori di modernizzazione, dopo i quali, a fine anno, venne trasferita nella Mediterranean Fleet, basata a Gibilterra e a Malta. Agli inizi del 1928 accadde l'incidente poi rinominato dalla stampa "ammutinamento della Royal Oak". Quella che era cominciata come una semplice disputa tra il contrammiraglio Bernard Colland e i due ufficiali più alti in grado della Royal Oak, il comandante, Captain Kenneth Dewar e il suo vice, Commander Henry Daniel, riguardo la musica eseguita durante un ballo nel Quadrato ufficiali si trasformò in una faida personale che durò vari mesi. Dewar e Daniel accusarono il contrammiraglio di seguire una condotta "vendicativa e alla ricerca di colpe", umiliandoli ed insultandoli di fronte al loro equipaggio; Collard rispose accusando i due ufficiali di mancata obbedienza agli ordini e di trattarlo "peggio di un guardiamarina". Quando i due ufficiali della Royal Oak scrissero lettere di lamentele al superiore diretto del contrammiraglio Collard, il vice ammiraglio John Kelly, questo le girò immediatamente al comandante in capo della Mediterranean Fleet, ammiraglio Sir Roger Keyes. Ritenendo che i rapporti tra gli ufficiali coinvolti fossero irrimediabilmente compromessi, Keyes rimosse i tre dai loro incarichi e li richiamò in patria, causando il rinvio della partenza della flotta, previsto per il 10 marzo per un'importante esercitazione con la Atlantic Fleet. La stampa riprese la notizia in tutto il mondo, descrivendo la situazione, con una certa dose di esagerazione, come un "ammutinamento". L'attenzione dell'opinione pubblica raggiunse un livello tale che anche il Re si occupò della questione, chiedendo spiegazioni al Primo Lord dell'Ammiragliato William Bridgeman.
Per le loro lettere di lamentele Dewar e Daniel vennero deferiti alla corte marziale, accusati di aver scritto documenti sovversivi. Il processo si tenne a bordo della portaerei Eagle a partire dal 30 marzo 1928 e la sentenza finale fu di colpevolezza per entrambi gli imputati, cosa che spinse Daniel a dare le dimissioni dalla marina. Anche il contrammiraglio Collard, criticato per la sua condotta eccessiva sia dalla stampa che dal Parlamento, dopo che il Primo Lord dell'Ammiragliato ebbe dichiarato che "non era adatto a ricoprire futuri incarichi di alto comando", venne esonerato dal servizio attivo. Dei tre, solo Dewar riuscì a salvare la sua carriera, anche se non senza danni: rimase nella Royal Navy e venne promosso contrammiraglio l'anno successivo, un giorno prima che andasse in pensione il 5 agosto 1929. Daniel invece tentò una carriera nel giornalismo senza successo, per poi trasferirsi in Sudafrica. Una conseguenza di questa vicenda fu che l'Ammiragliato intraprese una revisione delle procedure consentite agli ufficiali per inoltrare lamentele riguardo alla condotta dei propri superiori.

### Guerra civile spagnola
Dopo la fine dei lavori di raddobbo, terminati nell'agosto 1936, la Royal Oak partecipò insieme ad altre 14 navi da guerra al melodramma cinematografico The eternal Navy, le cui riprese si conclusero in ottobre. La Royal Oak, che nel film interpretava la nave da battaglia ribelle El Mirante, era nella trama teatro della lotta interiore di un capitano spinto a scegliere tra il dovere e l'amore. Il film non ebbe critiche positive ma furono apprezzate le scene drammatiche di battaglie navali. Nel mese di ottobre 1936 la nave divenne l'ammiraglia della 2ª squadra navi da battaglia della Home Fleet.
Pochi mesi dopo, durante la guerra civile spagnola, la Royal Oak condusse "pattugliamenti di non-intervento" attorno alla penisola iberica. Durante uno di questi pattugliamenti, il 2 febbraio 1937 mentre si trovava circa 30 miglia nautiche ad est di Gibilterra, venne attaccata da tre aerei delle forze repubblicane spagnole che lanciarono tre bombe, due delle quali esplosero a circa 550 metri a dritta, senza causare alcun danno. L'Incaricato d'affari britannico protestò per l'incidente presso il governo repubblicano, che ammise l'errore e si scusò per l'attacco.

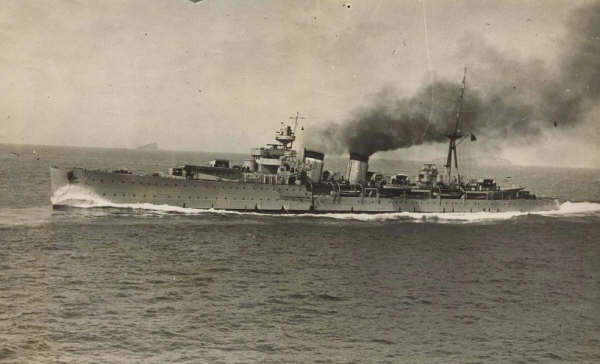
L'incrociatore Almirante Cervera durante le prove in mare

Pochi giorni dopo, il 23 febbraio, mentre si trovava al largo di Valencia durante un bombardamento aereo dei nazionalisti, venne colpita accidentalmente da un colpo di antiaerea sparato da una posizione repubblicana. Cinque uomini risultarono feriti, incluso il capitano T.B Drew. In questa occasione il governo britannico decise di non presentare proteste ai repubblicani, considerando l'incidente come un "Act of God". Il 26 aprile, inalberando l'insegna di comando del contrammiraglio Bertram Ramsay che rivestiva l'incarico di Senior Naval Officer North Spain, la nave insieme alla gemella Resolution sostituì la Hood e la Shropshire nel pattugliamento del golfo di Biscaglia di fronte a Bilbao. Nel maggio successivo, la Royal Oak e la Forester scortarono la SS Habana, un transatlantico che trasportava bambini baschi rifugiati in Gran Bretagna. Nel mese di giugno si trovò a Liverpool dove partecipò alle celebrazioni per l'incoronazione di Edoardo VIII del Regno Unito.
In luglio, mentre la guerra si andava intensificando nel nord della Spagna, insieme alla nave da battaglia Resolution trasse in salvo la nave Gordonia, dopo un tentativo di cattura da parte di navi nazionaliste al largo di Santander. Non riuscì invece ad evitare, il 14 luglio, la cattura del mercantile Molton, attivo nell'evacuazione di rifugiati, avvenuta mentre cercava di entrare nel porto di Santander, da parte dell'incrociatore nazionalista Almirante Cervera.

### Seconda guerra mondiale

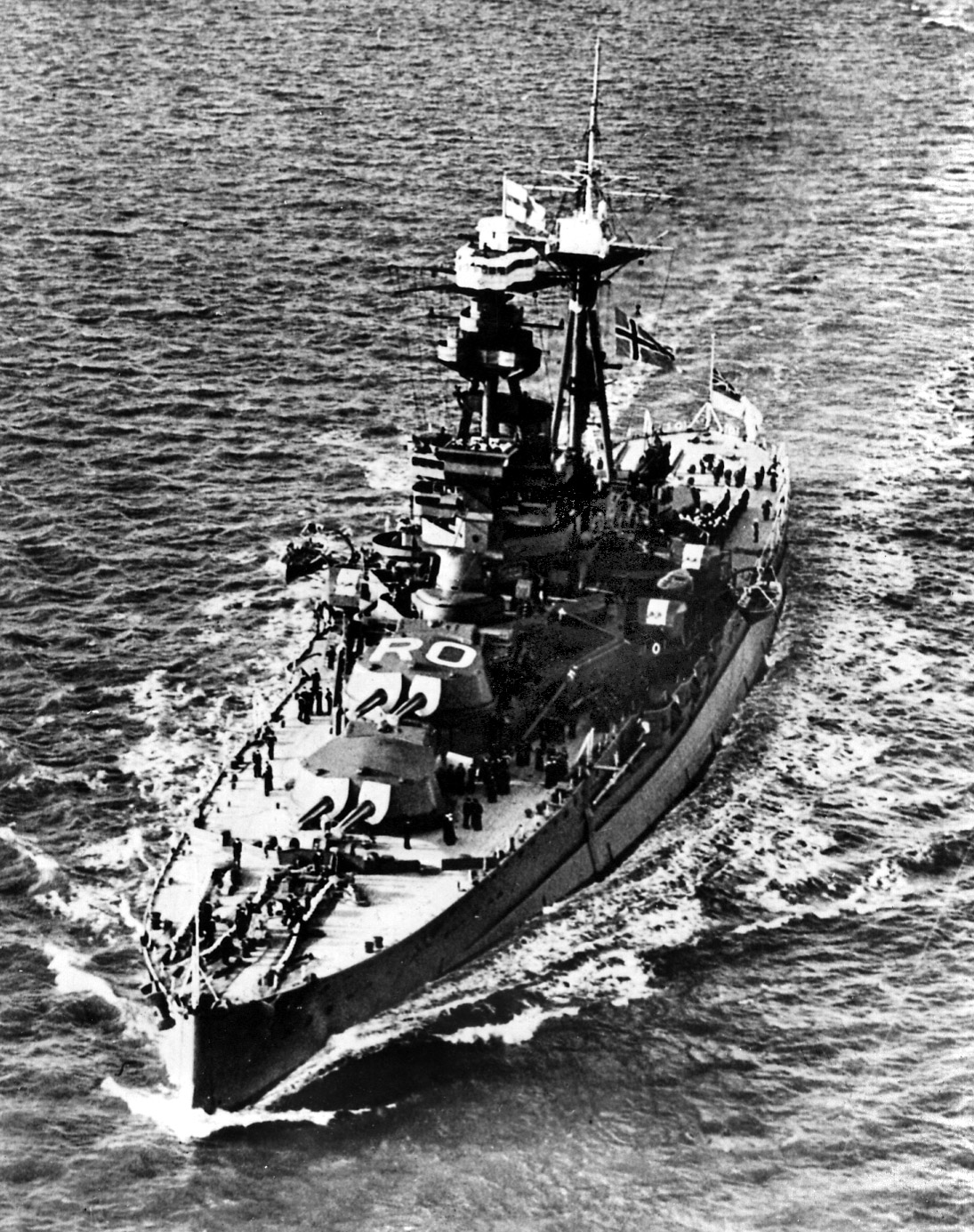
La Royal Oak mentre porta in Norvegia le spoglie della Regina Maud

Nel 1938 la Royal Oak venne riassegnata alla Home Fleet e divenne l'ammiraglia della 2ª squadra navi da battaglia, con base a Portsmouth. Il 24 novembre 1938 trasportò il corpo della regina Maud di Norvegia ad Oslo per i funerali di Stato, insieme al re Haakon VII. Tra il dicembre 1938 ed il giugno seguente non fu in servizio e nella tarda estate del 1939 partecipò ad una breve crociera di addestramento nel canale della Manica, in preparazione ad un programmato viaggio di 30 mesi nel Mediterraneo, per il quale l'equipaggio era già stato equipaggiato con uniformi estive. Allo scoppio della seconda guerra mondiale, seguito all'invasione della Polonia da parte della Germania nazista, venne dirottata a Scapa Flow, dove si trovava il 3 settembre, quando Francia e Gran Bretagna dichiararono guerra alla Germania.
Nell'ottobre seguente la Royal Oak partecipò alla caccia alla corazzata tedesca Gneisenau, che stava operando in realtà un diversivo nel Mare del Nord per permettere alle "corazzate tascabili" dirette a disturbare il commercio navale britannico Deutschland e Graf Spee di allontanarsi. La caccia non ebbe risultati, specialmente per la Royal Oak, la cui velocità di punta, inferiore ai 20 nodi (37 km/h), era inadeguata anche a mantenere il ritmo del resto della flotta. Il 12 ottobre seguente tornò a Scapa Flow in cattivo stato, danneggiata dalle tempeste del Nord Atlantico: molte delle zattere di salvataggio erano state distrutte ed alcuni dei cannoni di piccolo calibro resi inservibili. La missione aveva quindi messo in mostra chiaramente i limiti della Royal Oak, ormai in servizio da quasi 25 anni. L'ammiraglio della Home Fleet Charles Forbes, temendo che ad un volo di ricognizione tedesco seguisse un attacco aereo su Scapa Flow ordinò alla maggior parte della flotta di disperdersi in porti più sicuri. La Royal Oak rimase indietro, perché si pensava che il suo armamento antiaereo potesse essere utile in caso di attacco in aggiunta alle scarse difese antiaeree di Scapa Flow e della cittadina di Kirkwall.

## L'affondamento

### Scapa Flow
Situata nel centro delle isole Orcadi, al largo della costa nord della Scozia, la baia di Scapa Flow forma un ancoraggio naturale abbastanza grande da accogliere un'intera flotta, come la Grand Fleet durante il primo conflitto mondiale. È circondata da un anello di isole separate da canali poco profondi e soggetti a forti correnti di marea. Il problema di possibili infiltrazioni di U-Boot si era manifestato già nel 1914 e varie contromisure vennero installate durante i primi anni bellici. Varie navi vennero affondate nei punti critici di ingresso alla baia e nei canali più larghi vennero situati degli sbarramenti galleggianti. Le navi della flotta britannica entravano nella baia trainate da rimorchiatori, e l'ingresso di sommergibili nemici nella scia di navi in ingresso era ritenuto quasi impossibile. Due sottomarini tedeschi che tentarono di forzare la baia durante la guerra ebbero scarsa fortuna: il 23 novembre 1914 l'U-18 venne speronato due volte prima di arenarsi causando la cattura dell'equipaggio e l'UB-116 venne individuato grazie agli idrofoni e distrutto con la perdita di tutto l'equipaggio il 28 ottobre 1918.
Nel periodo tra le due guerre l'ancoraggio principale della flotta britannica venne trasferito a Rosyth, situata nel Firth of Forth e più facilmente raggiungibile rispetto alle rotte usuali della Grand Fleet. Con lo scoppio della seconda guerra mondiale Scapa Flow ritornò ad essere la base principale della Home Fleet. In una conferenza tenuta il 5 settembre presso l'Ammiragliato, a due giorni dallo scoppio del conflitto, venne riconosciuto che le difese, anche se sufficienti, avrebbero avuto bisogno di alcune migliorie e durante le prime settimane di ostilità si provvede sia ad affondare vecchie navi per renderne più difficile l'accesso che ad installare ulteriori reti antisommergibile. L'ultima nave da affondare per completare i lavori giunse il giorno dopo l'affondamento della Royal Oak. Inoltre si prese atto della mancanza quasi totale di difesa antiaerea e si progettarono nuove installazioni, da installare quando fossero stati disponibili i cannoni adatti.

### Operazione speciale P: il raid dell'U-47
Karl Dönitz, comandante dei sommergibili tedeschi, iniziò fin dai primi giorni della guerra a studiare un piano per attaccare Scapa Flow. Lo scopo era duplice: in primo luogo un attacco riuscito a Scapa Flow avrebbe causato l'immediato allontanamento delle navi della Home Fleet dalla zona, rendendo meno stretto il blocco della Royal Navy al Mare del Nord e facilitando gli attacchi tedeschi ai convogli atlantici; in secondo luogo, la riuscita di un'azione eclatante proprio a Scapa Flow avrebbe avuto il significato simbolico di vendicare la Hochseeflotte, autoaffondatasi nella stessa zona in seguito alla sconfitta tedesca nella prima guerra mondiale.

La rotta seguita dall'U-47

Per questa missione Dönitz scelse il Kapitänleutnant (tenente di vascello) Günther Prien, comandante dell'U-47 e autore del primo affondamento della guerra in Atlantico, quello del mercantile britannico Bosnia affondato il 5 settembre 1939, e fissò l'attacco per la notte tra il 13 ed il 14 ottobre, notte senza luna e con una marea favorevole. La preparazione dell'attacco venne favorita dalle foto di buona qualità scattate in un recente volo di ricognizione, che mostravano la debolezza delle difese e l'abbondanza di possibili obiettivi. Dönitz decise quindi che Prien sarebbe entrato a Scapa Flow da est attraverso lo stretto di Kirk, passando a nord di Lamb Holm, una piccola isola tra Burray e Mainland.
Inizialmente Prien scambiò il passaggio più a sud, denominato "stretto di Skerry", per quello previsto, ma non appena si rese conto che l'U-47 si stava dirigendo verso il passaggio sbagliato, poco profondo e bloccato da sbarramenti artificiali, ordinò una rapida virata a nordest. In superficie ed illuminato dall'aurora boreale, il sottomarino sgusciò tra le navi affondate Seriano e Numidian, incagliandosi per alcuni momenti su un cavo sporgente dal Seriano, favorito per tutto il percorso dalla marea e da una forte corrente. Venne anche brevemente illuminato dalle luci di un taxi di passaggio sulla riva, ma il conducente non diede l'allarme. Entrato finalmente nel porto, alle 00:27 del 14 ottobre, Prien scrisse sul giornale di bordo un trionfale Wir sind in Scapa Flow!!! (siamo dentro Scapa Flow!!!) prima di dirigersi a sudest per alcuni chilometri prima di invertire la rotta. Contrariamente alle aspettative dell'ufficiale tedesco, la zona appariva quasi vuota; infatti l'ammiraglio Forbes aveva ordinato di disperdere la flotta, facendo allontanare così alcuni degli obiettivi principali. L'U-47 si era diretto fino a questo momento verso quattro navi da guerra all'ancora, compresa la Belfast, appena entrata in servizio e ancorata al largo delle isole di Flotta ed Hoy, a circa 8 chilometri di distanza davanti a lui, in direzione opposta dal canale tra Lambs Holm e la terraferma dal quale era entrato, ma Prien, non avendole viste, diede di ordine di invertire la rotta. Navigando in direzione opposta venne avvistata la Royal Oak, a circa 4.000 metri a nord, identificata correttamente come una nave da battaglia classe Revenge. Più lontano alle sue spalle si intravedeva una seconda nave, identificata erroneamente da Prien come una nave da battaglia classe Renown e successivamente identificata dai servizi segreti tedeschi come la Repulse. In realtà si trattava della vecchia Ark Royal, nave appoggio idrovolanti della prima guerra mondiale, rinominata HMS Pegasus nel 1934.
Alle 00:58 Prien ordinò di lanciare tutti i quattro siluri dei tubi di prua, due verso la Royal Oak e due verso l'altro obiettivo. Solo tre vennero lanciati, in quanto il quarto tubo lanciasiluri ebbe un'avaria al meccanismo di lancio. Dopo circa tre minuti e mezzo di attesa si udì una singola esplosione: un siluro aveva colpito la prua della Royal Oak, ma la carica esplosiva non era detonata del tutto a causa di un malfunzionamento; nelle prime fasi del conflitto i malfunzionamenti dei siluri erano una cosa molto comune per i tedeschi. Lo scoppio scosse comunque l'intera unità, svegliando l'equipaggio. Inoltre l'ancora di dritta venne tagliata di netto, facendo molto rumore. Inizialmente si sospettò un'esplosione nel deposito di materiali infiammabili a prua, dove era stivato anche del cherosene. Ricordando anche l'esplosione mai chiarita di un'altra nave da guerra proprio a Scapa Flow nel 1917, la Vanguard, venne ordinato attraverso l'interfono di controllare le temperature dei magazzini. Nel frattempo però molti marinai erano ritornati nelle cuccette, visto che non si pensava alla possibilità che la nave fosse sotto attacco.

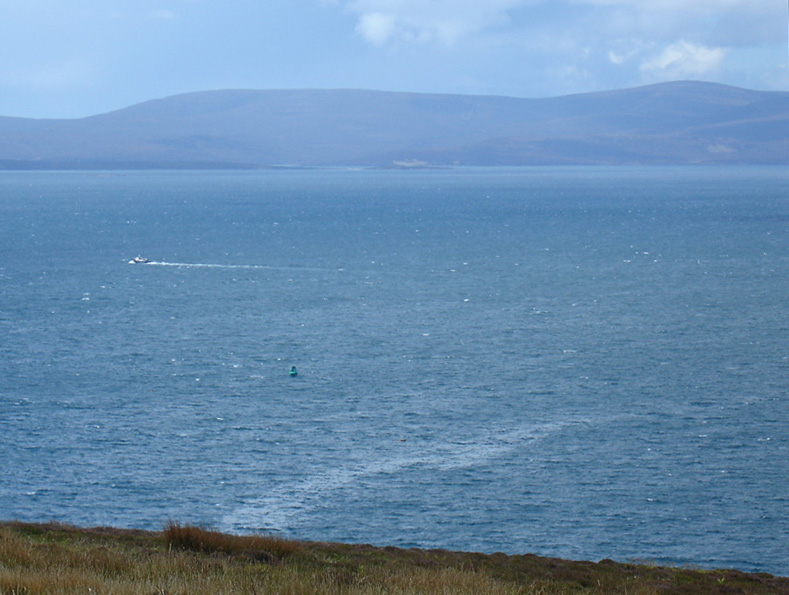
Il luogo dell'affondamento della Royal Oak è segnalato da una boa verde. Si noti come fuoriesca ancora dell'olio dal relitto

Intanto Prien aveva dato ordine di virare per lanciare un siluro da poppa, che però non raggiunse il bersaglio. Ricaricati quindi i tubi di prua, diede l'ordine di puntare nuovamente sulla Royal Oak, che venne fatta bersaglio di tutti e tre i siluri lanciati da circa 1.500 metri all'1:14. Dopo circa due minuti, all'1:16 tutti e tre i siluri colpirono in rapida successione la Royal Oak a mezzanave. I colpi andati a segno furono seguiti da una serie di esplosioni che scossero lo scafo, mentre la nave iniziava rapidamente ad imbarcare acqua. In pochi istanti la nave si inclinò di circa 15º a dritta e di conseguenza gli oblò di questo lato scesero al di sotto del livello dell'acqua, che cominciò ad allagare i locali. Pochi minuti dopo lo scafo si inclinò ulteriormente fino a 45º, rimanendo in questa posizione per alcuni minuti prima di sparire sotto la superficie all'1:29, 13 minuti dopo la seconda salva di siluri dell'U-47. I morti furono 833, incluso il contrammiraglio Henry Blagrove, comandante della 2ª divisione navi da battaglia.

### I soccorsi
Il tender Daisy 2, condotto da John Gatt della Royal Naval Reserve era stato ancorato per la notte al lato sinistro della Royal Oak. Dopo essere stata colpita dalla seconda salva di siluri la nave da battaglia iniziò ad inclinarsi a dritta trascinando con sé il tender. Gatt ordinò di tagliare la cima che legava la Daisy 2 alla Royal Oak, le cui protezioni antisommergibile stavano iniziando ad emergere dall'acqua, sollevando la piccola imbarcazione fino a che gli ormeggi furono tolti e la nave tornò libera in acqua.
Molti dei marinai della nave da battaglia che si lanciarono dalla Royal Oak durante l'affondamento erano vestiti con poco più dei loro indumenti da notte, ed erano impreparati alle fredde acque di ottobre. Inoltre uno spesso strato di olio combustibile aveva già coperto la superficie dell'acqua, rendendo difficile nuotare ed intossicando gli uomini. Tra quelli che cercarono di superare a nuoto la distanza di circa 800 metri che li separava dalla riva più vicina, solo pochi sopravvissero.
Gatt, accese le luci del tender riuscì a salvare 386 uomini, incluso il comandante della Royal Oak, il capitano William Benn, al comando della nave dal 7 luglio 1939. I tentativi di soccorso durarono per circa due ore e mezza, fino quasi alle 4 di mattina, quando Gatt si allontanò dalla zona per trasportare i naufraghi già imbarcati sulla Daisy 2 sulla Pegasus. Aiutato anche da imbarcazioni della Pegasus e dal porto, fu responsabile della quasi totalità dei salvataggi andati a buon fine, atto per cui venne decorato con la Distinguished Service Cross il primo gennaio seguente, l'unica decorazione concessa nella vicenda dell'affondamento della Royal Oak.

## Conseguenze
I britannici rimasero inizialmente confusi riguardo alle cause dell'affondamento, sospettando anche di una possibile esplosione a bordo o di un attacco aereo. Appena venne appurato che un attacco sottomarino fosse la causa più probabile vennero bloccate le uscite da Scapa Flow, ma nel frattempo l'U-47 era già riuscito ad allontanarsi indisturbato. La BBC diede la notizia dell'affondamento nella tarda mattinata del 14 ottobre, e la trasmissione venne ricevuta sia dai servizi di ascolto tedeschi che dallo stesso U-47. Sommozzatori inviati a controllare lo scafo la mattina del 14 si imbatterono nei resti di un siluro tedesco, confermando quindi la natura dell'attacco. Il 17 ottobre il Primo Lord dell'Ammiragliato Winston Churchill annunciò ufficialmente la perdita della Royal Oak alla Camera dei Comuni, ammettendo che il raid era stato "un rimarchevole successo di capacità professionali e audacia", ma dichiarando successivamente che la perdita non aveva mutato in alcun modo la situazione strategica della guerra.

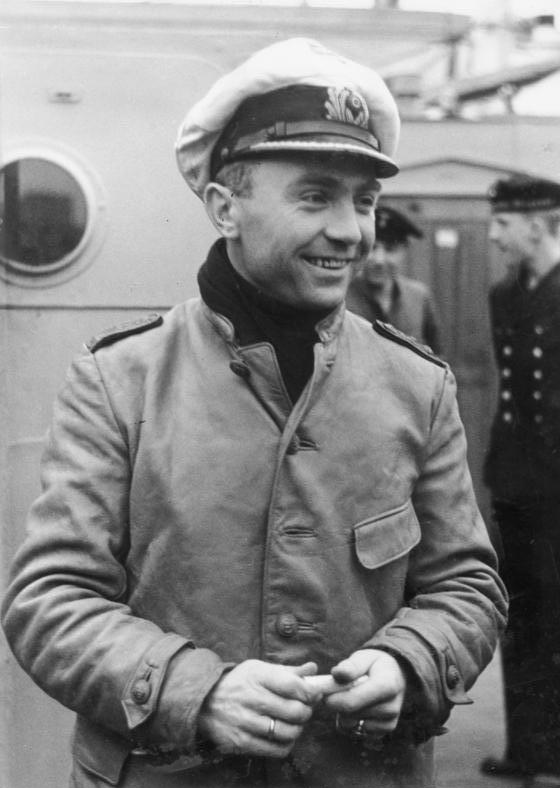
Il comandante Prien nel 1940

Una commissione d'inchiesta dell'Ammiragliato lavorò tra il 18 ed il 24 ottobre per stabilire le circostanze che avevano portato alla violazione dell'ancoraggio, precedentemente ritenuto sicuro. Nel frattempo la Home Fleet venne trasferita in porti più sicuri, soprattutto nella base di Rosyth, in attesa che venissero studiati dei miglioramenti per Scapa Flow.
In una conferenza tenuta a bordo della Nelson il 31 ottobre successivo a cui presenziarono il Primo Lord, il Primo Lord del Mare ed il Comandante in capo si dichiarò che fino alla primavera seguente la base sarebbe stata usata solo come punto di rifornimento per la flotta in attesa che venissero completati i lavori di rafforzamento delle difese consistenti nell'ulteriore sbarramento dei canali ottenuto tramite l'affondamento di navi, il raddoppiamento delle reti di protezione, l'intensificazione dei pattugliamenti agli ingressi, la costruzione di 80 piazzole per artiglieria antiaerea e l'ingrandimento degli aerodromi di Wick.
Il ministero tedesco della Propaganda sfruttò rapidamente questo successo, il cui resoconto venne trasmesso dal popolare giornalista radiofonico Hans Fritzsche e mostrò l'esultanza diffusa nel paese. Prien ed il suo equipaggio raggiunsero Wilhelmshaven alle 11:44 del 17 ottobre, venendo immediatamente salutati come eroi. Appresero anche che Prien era stato decorato con la Croce di Ferro di prima classe, mentre tutto l'equipaggio con la Croce di Ferro di seconda classe. Hitler inviò il suo aereo personale alla base per trasportare l'equipaggio a Berlino, dove decorò personalmente Prien con la Croce di Cavaliere della Croce di Ferro. Questa decorazione, concessa per la prima volta ad un ufficiale sommergibilista, divenne successivamente la decorazione più in uso per premiare i successi dei comandanti degli U-Boot.
Prien venne soprannominato "il toro di Scapa Flow" ed il suo equipaggio decorò la torretta dell'U-47 con un'immagine di un toro sbuffante, che successivamente divenne l'emblema della 7ª flottiglia U-Boot. Prien si trovò sommerso di richieste di partecipazioni in programmi radiofonici e di interviste da parte della stampa. L'anno successivo venne pubblicata la sua autobiografia, intitolata Mein Weg nach Scapa Flow.

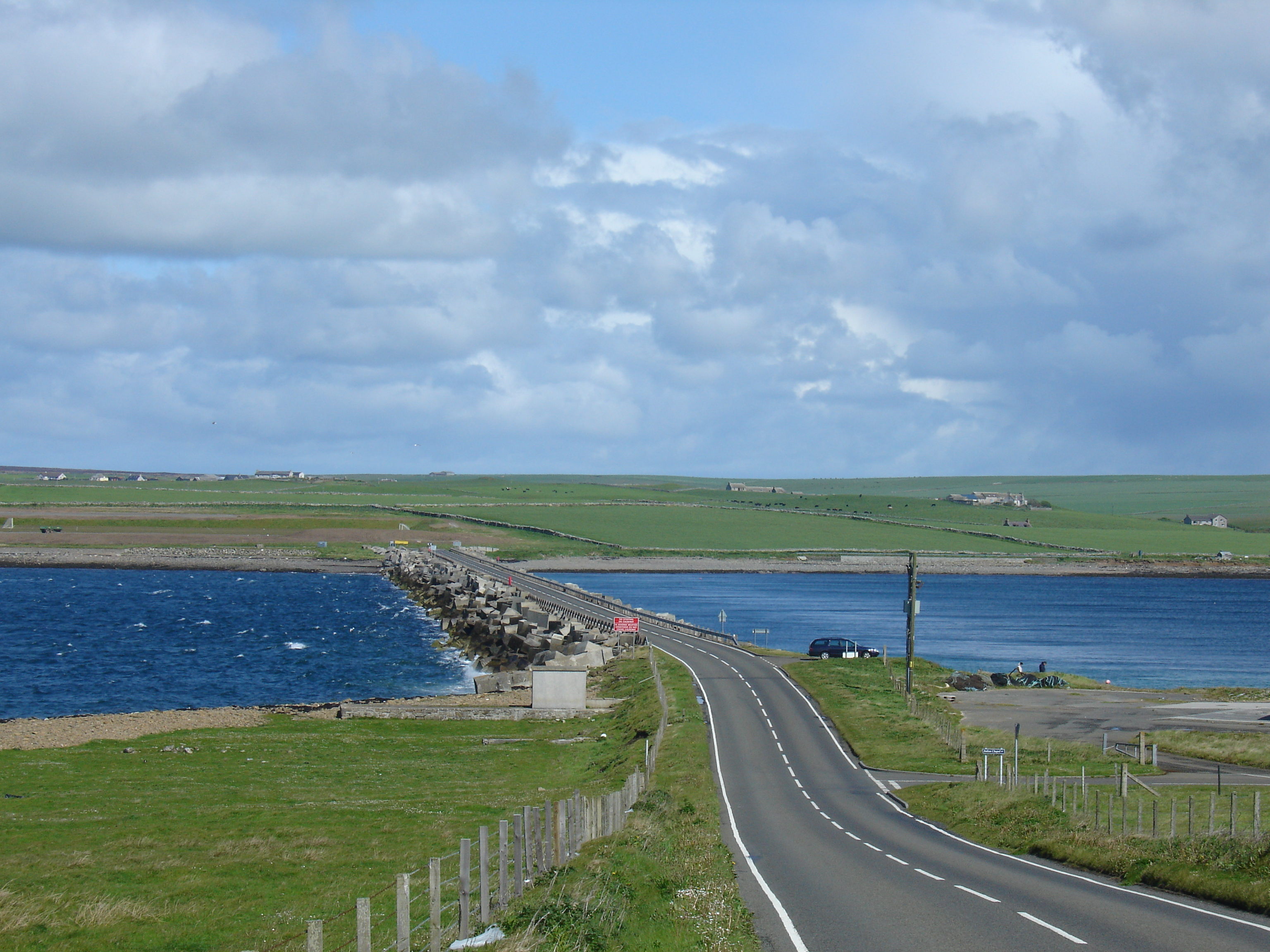
La A961 passa uno sbarramento delle Churchill Barriers, tra Lamb Holm e Glims Holm

Il rapporto ufficiale dell'Ammiragliato riguardo all'affondamento accusò la debolezza delle difese di Scapa Flow, e censurò il comportamento di Sir Wilfred French, ammiraglio in comando delle Isole Orkney e Shetland per queste mancanze. French venne ritirato dal servizio attivo, nonostante avesse avvertito nell'estate precedenze della scarsezza delle difese antisommergibile della base, proponendosi anche come volontario per provare questa affermazione superando le difese con un sommergibile o una piccola nave. Per ordine di Churchill gli ingressi da est a Scapa Flow vennero chiusi con dighe di cemento che unirono Lamb Holm, Glims Holm, Burray e South Ronaldsay a Mainland. Costruite in larga parte da prigionieri di guerra italiani, le Churchill Barriers, come successivamente divennero note, furono completate nella parte fondamentale per il settembre 1944, ma non furono aperte ufficialmente prima del maggio 1945, subito dopo la fine della guerra. Ora fanno parte delle infrastrutture di trasporto delle Orcadi, collegando le isole con la strada A961 che percorre le barriere.
Negli anni seguenti circolarono delle voci che affermavano che Prien fosse stato guidato dentro Scapa Flow da un certo Alfred Wehring, agente segreto tedesco che viveva nelle Orcadi spacciandosi per un orologiaio svizzero di nome Albert Oertel. In seguito all'attacco sarebbe fuggito a bordo del sottomarino B-06 ritornando in Germania. Questa versione dei fatti venne resa nota da un articolo del giornalista Curt Riess del 16 maggio 1942 sul Saturday Evening Post e venne in seguito ripreso da altri autori ed altre testate. Ricerche condotte nel dopoguerra negli archivi tedeschi e delle Orcadi non hanno trovato alcun riscontro né all'esistenza di un tale Oertel, né di una spia di nome Wehring, né di un sottomarino chiamato B-06, portando quindi alla conclusione che la storia fosse assolutamente non veritiera.

## Il relitto

### Tomba di guerra

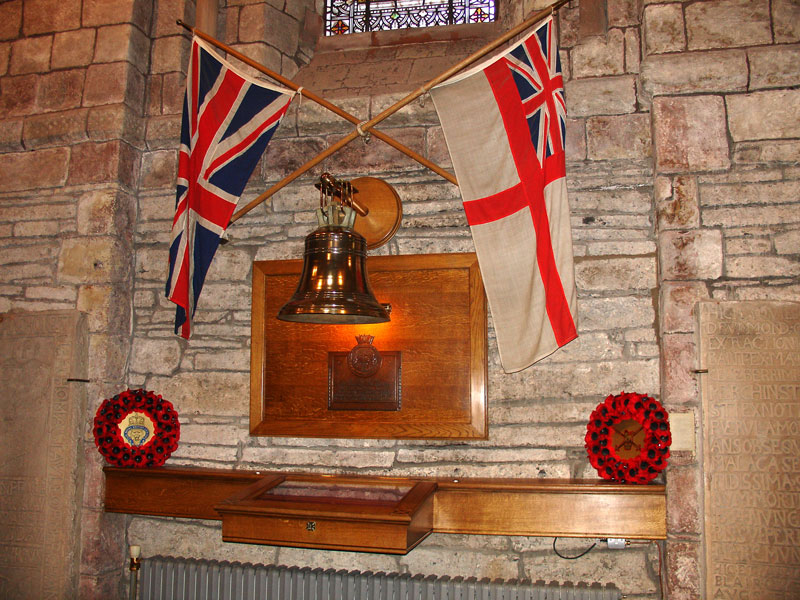
Il memoriale della Royal Oak nella cattedrale di St. Magnus

Nonostante la profondità relativamente ridotta del tratto di mare in cui la Royal Oak affondò, la maggior parte dei corpi dei marinai non poté essere recuperata. Il relitto si trova nelle coordinate 58°55′50″N 2°59′00″W, segnalato da una boa, ed è stato dichiarato tomba di guerra in base alla legge britannica sulla protezione dei resti militari del 1986. Con il mare calmo è possibile vedere lo scafo rovesciato della nave a circa cinque metri di profondità. Le lettere di ottone che riportavano il nome della nave vennero rimosse negli anni settanta da un sommozzatore dilettante come ricordo e sono state restituite circa venti anni dopo, ora si trovano nel centro visitatori di Scapa Flow a Lyness, sull'isola di Hoy. La perdita della Royal Oak viene commemorata tutti gli anni con una cerimonia durante la quale viene esposta una White Ensign sul relitto. Nella cattedrale di San Magnus, nella vicina cittadina di Kirkwall, si trova una lapide dedicata ai marinai che persero la vita nell'affondamento della nave; un libro ricorda i loro nomi. La campana della nave, recuperata durante gli anni 70, è stata restaurata e successivamente esposta nella cattedrale. Alcuni dei corpi dei marinai deceduti nell'affondamento, compresi alcuni che non vennero identificati, furono seppelliti nel cimitero della marina di Lyness.

### Preoccupazioni ambientali
La Royal Oak affondò con circa 3.000 tonnellate di olio combustibile a bordo. Il carburante iniziò a fuoriuscire dallo scafo a causa della corrosione in quantità crescente durante gli anni 90 causando preoccupazioni riguardo al possibile impatto ambientale, visto che le perdite giunsero all'allarmante quantità di circa una tonnellata a settimana. Il Ministero della Difesa britannico (Ministry of Defence) iniziò quindi a studiare possibili soluzioni per estrarre il carburante rimasto nel relitto, affidando nel 1996 le complesse operazioni al SALMO Team (Salvage and Marine Operation, ovvero "Gruppo di salvataggio e operazioni marittime"). I sub tentarono di limitare le perdite sigillando i serbatoi danneggiati con placche di acciaio o sacchetti di sabbia, ma la violenza del mare rese in breve tempo inutili queste operazioni. Inoltre lo status di tomba di guerra richiede che le operazioni di riparazione o di rimozione del combustibile siano effettuate nella maniera meno invasiva e più delicata possibile: una proposta di recuperare l'intero scafo, circolata negli anni cinquanta, venne abbandonata proprio a causa dell'opposizione dell'opinione pubblica. In aggiunta, operazioni condotte in maniera impropria potrebbero ottenere l'effetto opposto di danneggiare lo scafo e causare la fuoriuscita del combustibile rimasto. Oltre a ciò, nello scafo si trovano anche varie tonnellate di munizioni.
Un lavoro di mappatura dello scafo portato avanti grazie a sofisticati sonar è stato completato nel 2006, permettendo di ricreare un'immagine completa del relitto e delle sue attuali condizioni. Le immagini così ricavate mostrano la Royal Oak appoggiata capovolta sul fondale, con le sovrastrutture affondate nella sabbia. Si nota la parte più avanzata della prua asportata dal primo siluro di Prien, mentre il lato di dritta è squarciato dall'esplosione dei tre siluri della seconda salva. Nell'estate del 2006, dopo vari ritardi, sono stati svuotati i serbatoi di poppa grazie al lavoro dei sub del SALMO. Nel 2007 è stata effettuata una prova di estrazione dell'olio rimasto nei serbatoi interni, andata a buon fine. Le operazioni si sono svolte lentamente anche a causa delle condizioni atmosferiche, che riducevano il periodo utile per i lavori ai soli mesi estivi. La società britannica incaricata dal Ministry of Defence di affiancare nella bonifica il gruppo di specialisti interno, la Briggs Marine, ha completato i lavori nel 2010 "con 1600 tonnellate di combustibile recuperate dal relitto entro i costi programmati e secondo il programma stabilito", e le rimanenti sacche di combustibile sono state sigillate e messe in sicurezza con valvole chiuse a caldo, che permettono di pompare il residuo durante le successive visite programmate.